# Miguel Bartolomé Salón
Fray Miguel (Bartolomé) Salón Ferrer (Valencia, noviembre de 1539 - 25 de enero de 1621) fue un monje agustino, teólogo, jurista y escritor español, catedrático de la Universidad de Valencia, llamado "el Salomón valenciano" y "fundador del derecho internacional".

## Biografía
Después de estudiar Artes ingresó en el Convento de Nuestra Señora del Socorro de Valencia, entonces perteneciente a la provincia religiosa de Cerdeña, y profesó el 20 de junio de 1558 de manos del P. Prior Pedro Ramos. Estudió en dicha ciudad Filosofía, Teología y después Cánones y Leyes. Se infiere de diversas alusiones en su obra De Justitia et de Iure que además Salón estudió en Alcalá de Henares y en Salamanca. En la Universidad de Alcalá tenía por profesor al dominico Mancio de Corpus Christi, que enseñó Teología en aquella universidad, y en Salamanca a las de Juan de la Peña de 1560 a 1565. Salón habría estudiado en Alcalá en los años anteriores a 1564 y en Salamanca desde 1564 a 1566, aproximadamente. Mancio de Corpus Christi fue maestro, después, de Suárez en Salamanca, discípulo destacado, junto con Melchor Cano, de Francisco de Vitoria. Miguel Salón asistió a los cursos de Dialéctica y Filosofía del pavorde Pedro Monzón, que más tarde explicó el Nuevo Testamento; y a los de Teología escolástica de Juan Blas Navarro, que ocupaba todavía su cátedra en 1590. Cita, además, como catedráticos de la Universidad de Valencia al humanista, filósofo y exegeta Jacobo Ferrús, Onofrio Sempere y a los catedráticos de Dogmática Jacobo Pérez Maca, Juan Burgos, Juan Luviela y Joaquín Molina. Ya bachiller, se graduó en Artes en la Universidad valenciana en mayo de 1566, y de Doctor en Teología y ambos Derechos el 10 de octubre siguiente, aunque lo hizo sin permiso de sus superiores, pese a lo cual le confirmaron estos títulos en el capítulo general de Padua de 1568.
Fue profesor primero de Artes en la Universidad de Valencia, y parece que enseñó después tres cursos de Filosofía sobre comentarios a Aristóteles; por oposición pasó más tarde a la Cátedra de Santo Tomás, regentándola por espacio de cuarenta años con numerosa concurrencia de estudiantes atraídos por la fama de su sabiduría. Desempeñó destacados cargos en su Orden, como Prior del Convento de Orihuela (1576), del Socorro (1589-1595), del de San Agustín (1614); Definidor en 1577-1583 y en 1595, y Provincial en 1599. Asistió como Definidor en representación de su provincia religiosa que lo era a la sazón la de Aragón, al Capítulo General de 1575 en Roma, siendo uno de los encargados para corregir y poner en orden las antiguas Constituciones. Además la Universidad de Valencia le encomendó la redacción de sus Constituciones, y el propio rey Felipe III lo distinguió públicamente en Real Orden de 20 de marzo de 1612 (exceptuándolo de la bajada de sueldos de los catedráticos de la Universidad de Valencia que había decretado). En Valencia el Tribunal de la Inquisición, el Virrey, los Magistrados y por autoridades civiles y eclesiásticas lo consultaban habitualmente. Fue Calificador del Santo Oficio y Examinador Sinodal, teniendo estrecha amistad con el beato Juan de Ribera, patriarca y arzobispo de Valencia, de quien fue consultor. Cuando se trató de la expulsión de los moriscos en Junta de los Obispos de Tortosa, Segorbe y Orihuela con el Arzobispo y el Virrey, fue nombrado teólogo a fin de exponer su dictamen sobre asunto tan importante, aunque la decisión ya estaba tomada, sobre tres puntos: si los moriscos eran herejes, si podían bautizar a sus hijos y si convenía que expusieran sus dudas sin ser castigados por la Inquisición. También fue enviado a la Corte a solucionar diversos problemas de la Universidad de Valencia en 1597 y 1598. Murió a los ochenta y dos años de edad, y su discurso fúnebre lo compuso y publicó Baltasar Zapata (Valencia, Miguel de Sorolla, 1622).
Participó en las polémicas teológicas de su tiempo: por ejemplo, la disputa De auxiliis con su «Censura», visto que era calificador del Santo Oficio y examinador sinodal, a la Concordia de libre arbitrio de Luis de Molina, que fue remitida a Roma por Felipe II, y su «Censura» de las proposiciones de Báñez y Francisco Zumel. Dejó dieciocho obras inéditas, la mayoría aún conservadas manuscritas. Se imprimió en castellano su biografía del arzobispo de Valencia Santo Tomás de Villanueva (1620), de la que hay varias versiones y que fue traducida al latín, al italiano, al portugués y al holandés. Miguel Salón le estaba muy agradecido porque su santo influjo lo libró de una penosa enfermedad, de suerte que fue recogiendo testimonios para la causa de su beatificación con la ayuda de los agustinos Sebastián García y Gaspar Mancebón. Unos años antes, cuando ejercía de superior mayor de la provincia de Aragón, ya había presentado al arzobispo Juan de Ribera, el 30 de octubre de 1601, la solicitud formal de la beatificación. 
En su obra Commentaria in disputationem de Iustitia, "verdadera enciclopedia jurídica" según Emilio Serrano Villafañe, trata de responder a los problemas suscitados por la Reforma y la conquista de América, inscribiéndose en la corriente de pensamiento jurídico conocida como Derecho natural o iusnaturalismo; también se ocupó de los contratos y de materias fiscales e impositivas. Corrigió y acrecentó además la Segunda parte del arte de seruir a Dios perfetamente, dada por el mismo Dios al Santo Patriarcha Abraham de fray Rodrigo de Solís (1585).

## Obras
- De definitione et divisione, s. l., 1567 (inéd.)
- De ussu et utilitate theologiae, Valencia, Convento San Agustín, 29 de noviembre de 1569 (inéd.)
- “Carta al arzobispo de Valencia, Juan de Ribera, Valencia, convento del Socorro, 1587”, en P. Boronat y Barrachina, Los moriscos españoles y su expulsión, vol. II, Valencia, Imprenta de Francisco Vives y Mora, 1901, pág. 529
- Libro de los grandes y singularissimos exemplos que dexo de sí en todo genere de sanctidad y virtud, particularmente en la piedad y misericordia con los pobres el Ilustrisimo y Reverendissimo don F. Thomas de Villanueva Arçobispo de Valencia y religioso de la orden de sant Augustín, Valencia, Pedro Patricio Mey, 1588 [Valencia, Imprenta Juan Chrysostomo Garriz, 1620 (trad. it., Roma, Andrea Fei, 1619; Bologna, B. Cochi, 1620; Roma, Imprenta Angelo Bernabó del Verne, 1658; Milano, Tipographia Giuseppe Marelli, 1761; ed. lat. de M. Salonio, “los Bolandistas”, Acta Santorum Septembris, t. V, Venettis, 1770, págs. 835-992)]

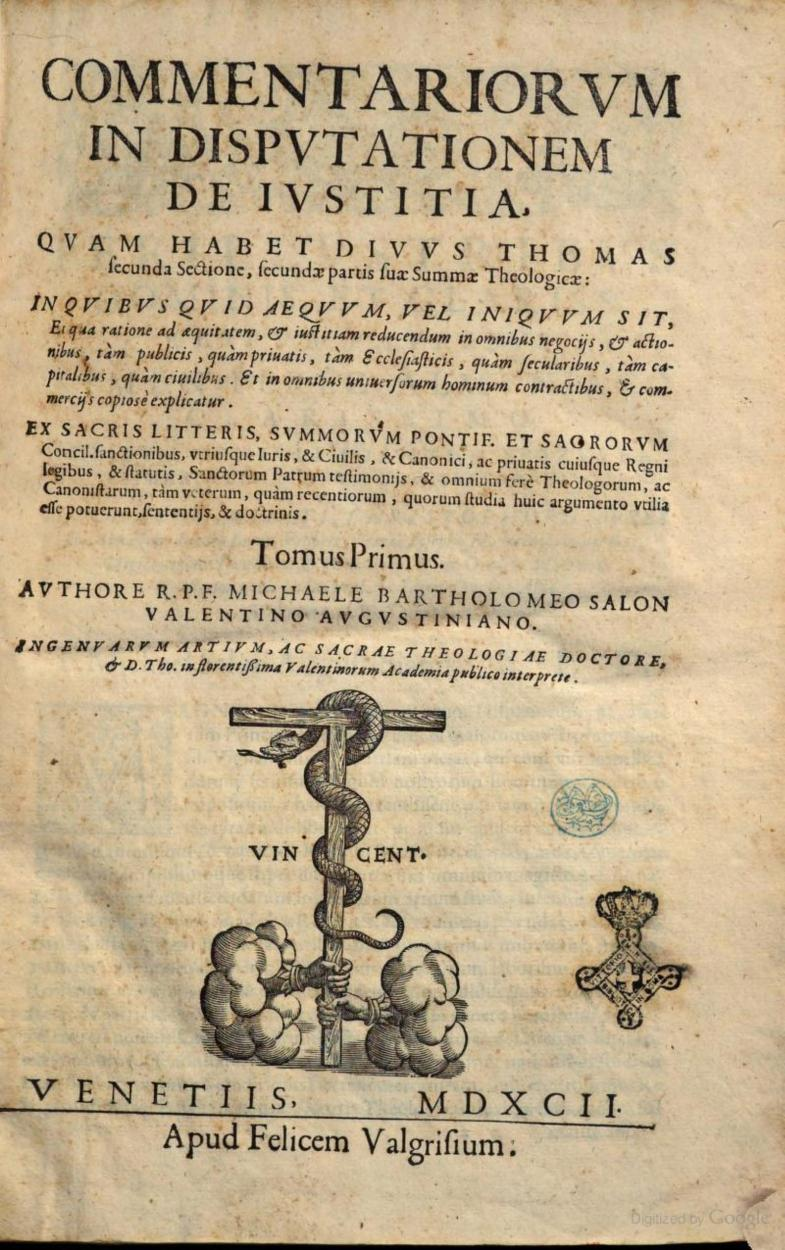
Portada del primer tomo de la obra sobre los comentarios.

- Commentariorum in disputationem de iustitia, quam habet D. Thomas Secunda sectione secundae partis sue Summae Theologicae in quibus quid aequum vel iniquum sit. Et qua ratione ad aequitatem et iustitiam reducendum in omnibus negotiis et actionibus tam publicis quan privatis, tam ecclesiasticis quan saecularibus, tam capitalibus queam civilibus. Et in omnibus universorum contractibus et comerciis copiose explicatur. Tomus I, Valencia, Tipografía Gabriel Ribes Bibliopola, 1591 (Venezia, 1592 y 1608; t. II, Valencia, 1598; Venezia, 1608). Un tercer tomo para el que tenía licencia debió publicarse también.
- Censura de las proposiciones y sentencias que hay en los libros del padre Luis de Molina, de la Compañía de Jesús hecha por mandamiento de los señores de la Santa General Inquisición, 1595 (inéd.)
- De scientia Dei, 1601 (inéd.)
- De Idaeis, 1601 (inéd.)
- De voluntate Dei, 1601 (inéd.)
- De Providentia Dei, 1601 (inéd.)
- De Praedestinatio, 1601 (inéd.)
- De censuris ecclesiasticis, 1602-1603 (inéd.)
- De suspensione, 1603-1604 (inéd.)
- De interdicto, 1604 (inéd.)
- De irregularitate, s. l., 1604 (inéd.)
- Commentaria in disputationem de restitutione salutis fidelium maxime necessaria, de juramento, de symonia, de justitia et de voluntate Dei et de Missa. Anno 1607 (inéd.)
- “Informe sobre la expulsión de los moriscos y contestación a las dudas que se expusieron a los teólogos, Valencia, Convento del Socorro, 1608”, “Lo que parece que se debe advertir a los que han de hacer la expulsión, Valencia, Convento del Socorro, 1609” y “Consulta sobre ciertas preguntas acerca de los hijos de moriscos, y lo que se responde, Valencia, Convento del Socorro, 1610”, en P. Boronat y Barrachina, Los moriscos españoles y su expulsión, vol. II, op. cit., págs. 529-531, págs. 532-533 y págs. 542-544, respect.
- Constitutions del Estudi general de la insigne ciutat de Valencia, Valencia, Imprenta Felipe Mey, 1611 (Valencia, 1629; Valencia, 1642; Valencia, 1652)
- Oración panegírica, es a saber exhortatoria y consolatoria de la muerte de la Ilustrísima y Excelentísima Señora Doña Isabel de Velasco y de Mendoça, marquesa de Caraçena, Señora de Pinto, y Virreyna de Valencia. Con una breve relación de la muerte de doña Luysa de Carvajal, y algunas cartas suyas de muy grande calificación, Valencia, Tipografía Pedro Patricio Mey, 1616
- Adnotationes aliquae Doctoris Rocafull, Salón, Vázquez, Belda, Catalán, Noguera [...], 1619 (inéd.)
- Vida y milagros del Ilustríssimo y reverendíssimo Señor Don Fr. Thomas de Villanueva, de la Orden de San Augustín, Valencia, Imprenta Chrisóstomo Garriz, 1620 (ed. de B. Fuster de Riera, Valencia, Tipografía Chrisóstomo Garriz, 1652; ed. de B. de Aste, Madrid, Imprenta Real, 1670; ed. de M. Vidal, Salamanca, Imprenta Eugenio García de Honorato, 1737; Madrid, Imprenta de la Viuda e Hijos de Marín, 1793; San Lorenzo de El Escorial, Imprenta del Real Monasterio, 1925; trad. lat., ed. de N. Bax, Amberes, Tipografía H. Verdussem, 1627, y Manila, Tipografía Amigos del País, 1880; trad. port., ed. de E. Pacheco, Lisboa, Tipografía Pedro Craesbeeck, 1629; trad. hol., Amberes, Tipografía Stent Aertssens, 1660)
- Censura de las proposiciones que se han propuesto al Santo Oficio para que se examine en los padres Báñez y Zumel, s. f. (inéd.)
- De aequalitate divinarum personarum, s. f. (inéd.)
- De Deo Trino, s. f. (inéd.)
- De Angelis, s. f. (inéd.).